# Генріх Гефер
Генріх «Гайнц» Гефер (нім. Heinrich "Heinz" Höfer; 14 липня 1911, Бад-Енгаузен — 2 січня 1996, Бад-Енгаузен) — німецький льотчик-ас бомбардувальної авіації, майор люфтваффе вермахту, оберст Генштабу люфтваффе бундесверу. Кавалер Лицарського хреста Залізного хреста з дубовим листям.

## Біографія
28 грудня 1929 року вступив у 18-й піхотний полк. 1 жовтня 1933 року перейшов у ВПС, які ще офіційно не існували. Пройшов підготовку льотчика-спостерігача та пілота бомбардувальної авіації. З 1938 року служив у 55-й бомбардувальній ескадрі. Учасник Польської і Французької кампаній, а також Німецько-радянської війни. З березня 1942 року — 1-й офіцер Генштабу в штабі ескадри, з листопада 1942 по лютий 1943 року — в штабі керівника повітряним постачанням Сталінградського угруповання. Одночасно із 29 вересня 1942 року — командир 2-ї групи своєї ескадри. Відзначився у боях на Курській дузі, а в червні 1944 року — в районі Полтави. В жовтні 1944 року відряджений в Академію люфтваффе і наприкінці війни займав посаду квартирмейстера командування люфтваффе в Італії. 15 грудня 1955 року вступив в ВПС ФРН. 30 вересня 1971 року вийшов у відставку.

## Нагороди
- Медаль «За вислугу років у Вермахті» 4-го класу (4 роки)
- Нагрудний знак пілота
- Залізний хрест
  - 2-го класу (16 вересня 1939)
  - 1-го класу (12 червня 1941)
- Почесний Кубок Люфтваффе (3 листопада 1941)
- Німецький хрест в золоті (16 липня 1942)
- Кримський щит (1943)
- Лицарський хрест Залізного хреста з дубовим листям
  - лицарський хрест (3 вересня 1943) — за видатні заслуги командиром групи та особисті 272 бойових вильотів. Серед досягнень Гефера: знищення ворожої артилерійської батареї біля мису Пенай (17 квітня 1943); наліт на гавань Поті (22 квітня 1943); нічний наліт на станцію Батайськ (10 травня 1943); черговий нічний наліт на Курський вокзал (2 червня 1943); 6 нічних атак на автомобільний завод №1 імені Молотова в Горькому (червень 1943); нальоти на Ярославський гумовий завод (9/10 червня 1943 і 20/21 червня 1943).
  - дубове листя (№656; 19 листопада 1944) — за незмінне видатне керівництво своєю групою, а також за 411 бойових вильотів. Група Гефера особливо відзначилась під час місій з поповнення запасів у Сталінграді, підтримки евакуації Криму та у Полтавському рейді 22 червня 1944 року.
- Авіаційна планка бомбардувальника в золоті з підвіскою
- Орден «За заслуги перед Федеративною Республікою Німеччина», офіцерський хрест